# Fernando Rivas
Fernando Rivas (* 1952 in La Habana, Kuba) ist ein US-amerikanischer Komponist, zweifacher Emmy- und einfacher Grammy-Gewinner. 2011 wurde er des Besitzes und des Vertriebs von Kinderpornografie bezichtigt.

## Leben
Kurz nach der kubanischen Revolution und des Antritts von Fidel Castro verließ Fernando Rivas mit seiner Familie Kuba. Er wuchs anschließend in Miami auf und besuchte dort die Christopher Columbus High School bis 1970. Danach studierte er bis 1977 an der Juilliard School und beendete sein Studium mit einem Bachelor in Komposition.
Nach seinem Schulabschluss komponierte er für diverse Fernsehsender und Radiostationen. Für seine Arbeiten an der Sesamstraße wurde er 1995 und 1996 mit dem Emmy ausgezeichnet. Seine Arbeit an dem Seasamstraße-Album Elmopalooza brachte ihm 1999 einen Grammy-Award in der Kategorie „Best Children’s Album“ (Bestes Kinderalbum) ein. In den letzten Jahren arbeitete er für den Disney Channel und deren Vorschulserie Meister Mannys Werkzeugkiste. Von 2002 bis 2009 arbeitete er zudem als Jazzlehrer an einer Schule in Charleston.
Am 19. April 2011 wurde sein Haus von der lokalen Polizei und dem FBI durchsucht Dabei wurden mehrere Fotos eines vierjährigen Mädchens in eindeutig sexuellen Posen, zum Teil im Bondage-Stil, gefunden. Medienberichten zufolge soll Rivas zugegeben haben, diese Bilder per E-Mail verbreitet zu haben. Sein Prozess findet seit dem 21. November 2011 statt. Rivas plädiert auf „nicht schuldig“. Nach einer Kautionszahlung steht Rivas derzeit unter Hausarrest.